# دواين هاسكينز
دواين هاسكينز (بالإنجليزية: Dwayne Haskins)‏ هو لاعب كرة قدم أمريكية أمريكي، ولد في 3 مايو 1997 في هايلاند بارك في الولايات المتحدة.

## الوفاة
توفي هاسكينز في تاريخ 9 أبريل عام 2022 ، بعد أن صدمته سيارة في جنوب فلوريدا ، حيث كان يتدرب مع عدد من زملائه في فريق ستيلرز.

## وصلات خارجية
- دواين هاسكينز على موقع إي إس بي إن.كوم (أن.أف.أل)3
- دواين هاسكينز على موقع مرجع كرة القدم المحترفة.كوم (الإنجليزية)
- دواين هاسكينز على موقع كلية كرة القدم في سبورتس رفرنس.كوم (الإنجليزية)